# ستيفن إم. ستانلي
ستيفن إم. ستانلي (بالإنجليزية: Steven M. Stanley)‏ هو إحاثي أمريكي، ولد في 2 نوفمبر 1941 في أوهايو في الولايات المتحدة.